# État de Birmanie
1943–1945
Entités précédentes :
- Birmanie britannique

Entités suivantes :
- Birmanie britannique

L'État de Birmanie était le nom officiel du gouvernement de la Birmanie occupée par l'empire du Japon durant la Seconde Guerre mondiale (campagne de Birmanie).

## Contexte
Rangoun tomba le 8 mars 1942 aux mains des forces d'invasion japonaises. À partir du mois d'août, l'administration militaire japonaise du pays délégua certaines tâches à un gouvernement de transition, dirigé par Ba Maw. Les Japonais prévoyaient initialement de n'accorder l'indépendance à la Birmanie qu'après la fin de la guerre. Cependant, pour conserver l'appui des nationalistes birmans, ils décidèrent finalement de la lui accorder dès 1943, la Birmanie devenant un partenaire à part entière dans le cadre de la sphère de coprospérité de la Grande Asie orientale.

## Création
Le 8 mai 1943, une commission préparatoire, présidée par Ba Maw, fut chargée de préparer l'indépendance du pays. Le 1er août suivant, l'administration militaire japonaise fut déclarée dissoute, et le pays officiellement confié au nouveau régime birman. La déclaration d'indépendance précisait : « Le nouvel État de Birmanie est (...) basé sur le principe de l'unité birmane en un sang, une voix, un chef. La désintégration nationale a détruit le peuple birman par le passé et il est déterminé à éviter que cela se reproduise jamais ». Ba Maw reçut le titre de Naing-ngan-daw-adipadi, soit Chef suprême de l'État. Aung San, chef des forces armées indépendantistes, devint ministre de la guerre : ses troupes devinrent l'armée officielle du nouveau régime, sous le nouveau nom d'Armée nationale birmane. U Nu était ministre des affaires étrangères et Thakin Than Tun ministre de l'agriculture. L'État de Birmanie conclut un traité d'alliance avec le Japon, et déclara la guerre au Royaume-Uni et aux États-Unis. Le 25 septembre 1943, le Japon accorda à la Birmanie la souveraineté sur l'État shan, à l'exception de la portion du territoire déjà annexée par la Thaïlande.
Le gouvernement ne disposait cependant que d'une autonomie très limitée. En 1943 et 1944, Aung San, ne faisant plus confiance aux Japonais pour garantir une vraie indépendance à la Birmanie, prit contact avec d'autres groupes politiques, comme les communistes birmans, fondant avec eux l'Organisation antifasciste de Birmanie. En décembre 1944, l'Organisation antifasciste prit contact avec les Alliés pour leur proposer de se ranger à leurs côtés. Au début 1945, l'Armée nationale birmane se retourna contre l'État de Birmanie et participa aux côtés des Alliés aux batailles de Birmanie centrale. Le 27 mars, l'Armée nationale déclara ouvertement la guerre aux Japonais. L'État de Birmanie cessa dès lors d'exister dans les faits.

## Voir également
- Histoire de la Birmanie
- Raj britannique
- Birmanie britannique
- Mandchoukouo
- Gouvernements collaborateurs chinois
- Gouvernement national réorganisé de la république de Chine
- République des Philippines (1943-1945)
- Gouvernement provisoire de l'Inde libre
- Sphère de coprospérité de la Grande Asie orientale